# Ian Nolan
Ian Robert Nolan (* 9. Juli 1970 in Liverpool) ist ein in England geborener, ehemaliger nordirischer Fußballspieler. Als Außenverteidiger absolvierte er 17 Länderspiele für Nordirland und war darüber hinaus in der Premier League mehrere Jahre für Sheffield Wednesday und später kurz für Bradford City aktiv.

## Sportlicher Werdegang

### Vereinskarriere
Der in Liverpool geborene Nolan begann seine Fußballerlaufbahn in der Nachwuchsabteilung von Preston North End. Nachdem ihm der Sprung in den Profibereich versagt geblieben war, erlebte er seine ersten Jahre im Seniorenbereich ab 1988 in der semiprofessionellen Football Conference für Northwich Victoria sowie in der Saison 1990/91 in der Northern Premier League für den im Liverpooler Vorort Crosby beheimateten FC Marine. Von dort gelang ihm der Sprung in den Profibereich, nachdem ihn der nur unweit liegende Zweitligist Tranmere Rovers im August 1991 für bescheidene 10.000 Pfund verpflichtet hatte. In den folgenden drei Jahren absolvierte Nolan 114 Pflichtspiele für Tranmere und neben zwei Teilnahmen an Aufstiegsplayoffs, in denen er jeweils im Halbfinale mit seiner Mannschaft scheiterte, war das Erreichen des Halbfinals im Ligapokal 1993/94 ein „Highlight“ dieser Zeit. Im Hinspiel des genannten Semifinals schoss er das frühe 1:0 gegen das favorisierte Aston Villa. Die Partie endete mit einem 3:1-Sieg, dem jedoch eine 1:3-Niederlage im Rückspiel folgte. Im entscheidenden Elfmeterschießen scheiterte Nolan an Villas Torhüter Mark Bosnich, womit die Begegnung endete. Kurze Zeit später wechselte er im August 1994 in die Premier League zu Sheffield Wednesday für eine Ablösesumme von 1,5 Millionen Pfund.
Nach ersten Eingewöhnungsschwierigkeiten stabilisierten sich Nolans Leistungen in der zweiten Hälfte der Saison 1994/95 und er war der einzige Spieler des Klubs, der alle 42 Premier-League-Partien absolviert hatte. Dabei schien es, dass er zwar zumeist auf der linken Abwehrseite eingesetzt wurde, seine Stärken aber besser auf der rechten Seite auszuspielen wusste. Er interpretierte die Außenverteidigerrolle offensiv und der erste Premier-League-Treffer gelang ihm ausgerechnet gegen den FC Liverpool, dem er seit früher Kindheit angehangen hatte. Nolan blieb fester Bestandteil des Teams in der Folgezeit, bevor er sich im Februar 1998 nach einem Zweikampf mit Justin Edinburgh einen Schien- und Wadenbeinbruch zuzog. Aufgrund der schweren Verletzung musste Nolan 18 Monate pausieren und später (im Jahr 2001) verklagte er Edinburgh gar aufgrund des besonders rücksichtslosen Einsteigens mit beiden Beinen voraus – der Prozess endete außergerichtlich mit der Zahlung einer Schadenersatzsumme von 35.000 Pfund. Nach seinem Comeback absolvierte er nochmals 29 Ligapartien für die „Owls“ in der Saison 1999/2000, die mit dem Abstieg in die Zweitklassigkeit und Nolans ablösefreiem Abgang zu Bradford City endete.
Auch bei seinem neuen Verein fand sich Nolan im Kampf um den Klassenerhalt wieder, der zum Ende der Saison 2000/01 als Tabellenletzter nicht von Erfolg gekrönt war. Nolan hatte dabei 27 Pflichtspiele absolviert und im Ligapokal gegen Newcastle United (3:4) ein einziges Tor erzielt. In den beiden folgenden Jahren ließ er seine Karriere beim Drittligisten Wigan Athletic und beim Fünftligisten FC Southport (wo er nochmals einen Abstieg hinnehmen musste) ausklingen. Danach versuchte er im Juli 2003 mit Probetrainingseinheiten bei Halifax Town die aktive Karriere fortzusetzen, was aber misslang und noch im selben Jahr beendete er seine Laufbahn.

### Nordirische Nationalmannschaft
Nolan absolvierte im vergleichsweise fortgeschrittenen Fußballeralter von fast 26 Jahren sein erstes Länderspiel für Nordirland. Die Partie am 5. Oktober 1996 gegen Armenien in der WM-Qualifikation endete mit einem 1:1-Remis und insgesamt absolvierte er sieben von zehn Pflichtspielen, die enttäuschend mit dem vorletzten Platz endeten. Nach seiner schweren Verletzung Anfang 1998 kehrte er im September 1999 auch die nordirische Auswahl zurück und bestritt bis April 2002 elf weitere A-Länderspiele. Insgesamt lief Nolan 17 Mal für Nordirland auf.